# قناة شام الفضائية
قناة شام الفضائية هي أول قناة فضائية خاصة في سورية، يملكها رجل الأعمال وعضو مجلس الشعب السوري السابق محمد أكرم الجندي استمرت القناة لمدة 8 أشهر، ثم تم إقفالها في عام 2006 بدعوى عدم حصولها على تصريح مكتوب يسمح لها بممارسة نشاطها. ثم عاودت البث (مؤقتا) من مدينة القاهرة في سبتمبر 2007 قبل أن تتوقف نهائيا.

## المقر
- دبي